# 하세가와 히로키
하세가와 히로키(일본어: 長谷川博己, 1977년 3월 7일 ~ )는 일본의 배우이다. 애칭은 '하세히로'. 도쿄도 출신. 주오 대학 문학부 졸업. 히라타 오피스 소속.

## 출연 작품

### 드라마
- 네 개의 거짓말 (2008년 7월 ~ 9월, TV아사히) - 후쿠야마 역
- 33분 탐정 제9화 (2008년 9월 27일, 후지TV) - 코다마 소이치로 역
- 나나세 다시 한 번 (2008년 10월 ~ 12월, NHK) - 타케다 유우지 역
- 망상자매~문학이라는 이름 아래~ 제9화 (2009년 3월 14일, 닛폰TV) - 유우키 아사노스케 역
- BOSS 시즌1 제8화 (2009년 6월 4일, 후지TV) - 카와노 아키오 역
- 기네 산부인과 여자들 (2009년 10월 ~ 12월, 닛폰TV) - 히라기 타카히로 역
- 세컨드 버진 (2010년 10월 ~ 12월, NHK) - 스즈키 코우 역
- 스즈키 선생님 (2011년 4월 ~ 6월, TV도쿄) - 주연・스즈키 아키라 역
  - 스즈키 선생님의 결혼보고~대망의 휴가도 마음의 땀이 멈추지 않아!~ (2013년 1월 1일, TV도쿄)
- 이틀 밤 연속 마츠모토 세이쵸 드라마 스페셜 《모래 그릇》 (2011년 9월 10일・11일, TV아사히) - 세키카와 시게오 역
- 가정부 미타 (2011년 10월 ~ 12월, 닛폰TV) - 아스다 케이스케 역
- 운명의 인간 (2012년 1월 ~ 3월, TBS) - 코이누마 레이가 역
- 성스러운 괴물들 (2012년 1월 ~ 3월, TV아사히) - 후유가 토시오 역
- 고독의 미식가 Season2 제11화 (2012년 12월 19일, TV도쿄) - 스기모토 역
- NHK 대하드라마
  - 《야에의 벚꽃》 제1화 ~ 제19화, 제22화 ~ 제31화, 제33화, 제42화 (2013년) - 카와사키 쇼노스케 역
  - 《기린이 온다》 (2020년) - 아케치 미츠히데 역
- 구름계단 (2013년 4월 ~ 6월, 닛폰TV) - 주연·아이카와 사부로 역
- MOZU - 히가시 카즈오 역
  - Season1~때까치 우는 밤~ (2014년 4월 ~ 6월, TBS) - 히가시 카즈오 역
  - Season2~환상의 날개~ (2014년 6월 ~ 7월, WOWOW / 10월 ~ 11월, TBS) - 히가시 카즈오 역
- 55세부터의 헬로라이프 제1화 (2014년 6월 14일, NHK) - 아다치 역
- 데이트~사랑이란 어떤 것일까~ (2015년 1월 ~ 3월, 후지TV) - 타니구치 타쿠미 역
  - 데이트~사랑이란 어떤 것일까~2015 여름 비탕 (2015년 9월 28일, 후지TV) - 타니구치 타쿠미 역
- 납치 미스터리 초걸작 노리즈키 린타로 《1의 비극》 (2016년 9월 23일, 후지TV) - 주연・노리즈키 린타로 역
- 나츠메 소세키의 아내 (2016년 9월 24일 ~ 10월 15일, NHK) - 나츠메 킨노스케(소세키) 역
- 슈퍼프리미엄 《옥문도》 (2016년 11월 19일, NHK BS 프리미엄) - 주연・긴다이치 코스케 역
- 작은거인 (2017년 4월 ~, TBS) - 주연・코사카 신이치 역

### 영화
- 세컨드 버진 (2011년 9월 23일, 쇼치쿠) - 스즈키 코우 역
- 스즈키 선생님 (2013년 1월 12일) - 주연・스즈키 아키라 역
- 지옥이 뭐가 나빠 (2013년 9월 28일) - 히라타 준 역
- 마이코는 레이디 (2014년 9월 13일) - 쿄노 호시 역
- 해파리 공주 (2014년 12월 27일) - 코이부치 슈 역
- 러브 & 피스 (2015.06.27) - 주연
- 진격의 거인 (2015년 8월 1일・9월 19일 연속공개) - 시키시마 역
- 이 나라의 하늘 (2015년 8월 8일, 팬덤필름 / KATSU-do) - 이치게 역
- 모즈 (2015년 11월 7일, 토호) - 히가시 카즈오 역
- 세라복과 기관총 -졸업- (2016년 3월 5일, 카도카와) - 츠기나가 역
- 이중생활 (2016년 6월 25일, 스타샌즈) - 이시자와 시로 역
- 신고질라 (2016년 7월 29일, 토호) - 주연·야구치 란도 역
- 어센트 (2016년) - 히로시 역
- 산책하는 침략자 (2017년 9월 16일) - 사쿠라이 역
- 어나더 월드 (2018년)
- 리볼버 릴리 (2023년 8월 11일, 토에이) - 이와미 요시아키 역

### 게임
- 2024년 용과 같이 8 - 에비나 마사타카 역

### 연극
- 2007년 카리규라(칼리굴라)